# Cuphea ferruginea
Cuphea ferruginea là một loài thực vật có hoa trong họ Lythraceae. Loài này được Pohl ex Koehne mô tả khoa học đầu tiên năm 1877.